# Ante Trumbić
Ante Trumbic (Split, Imperio austrohúngaro, 17 de mayo de 1864-Zagreb, Reino de Yugoslavia, 17 de noviembre de 1938) fue un político croata de principios del siglo XX, clave en la creación del estado yugoslavo.

## Austria-Hungría
Trumbić nació en Split en la provincia austrohúngara de  Dalmacia y estudió derecho en Zagreb, Viena y Graz (doctorándose en 1890). Ejerció como abogado y, a continuación, de 1905 en adelante, fue alcalde de la ciudad de Split. Trumbic favorecía reformas moderadas en las provincias eslavas del imperio incluyendo la unificación de Dalmacia con Croacia-Eslavonia. Al mismo tiempo  movimientos separatistas y pan-eslavistas se manifestaban en la política serbia.
El mismo año, un congreso de personalidades serbias y croatas presidido por Trumbić y Frano Supilo celebrado en Fiume respaldó la idea de Yugoslavia (como unión de ambas nacionalidades) y se formó una coalición serbocroata que colaboró hasta 1907 con el gobierno de Budapest. La resolución de Fiume suponía un respaldo a Hungría frente al emperador en un momento de enfrentamiento entre ambos, a cambio de ciertos cambios en el Compromiso Austrohúngaro y la promesa de incorporar Dalmacia a la Croacia autónoma integrada en Hungría. La proclama fue aprobada por cuarenta diputados croatas de Croacia, Dalmacia e Istria el 2 de octubre de 1905. El 26 de octubre de 1905 obtuvo el respaldo de veintiséis diputados serbios de Croacia.
La imposición del magiar como lengua de los ferrocarriles en Croacia-Eslavonia acabó con el entendimiento con el gobierno húngaro y, en los años previos a la Primera Guerra Mundial, la coalición esperó la ascensión al trono de Francisco Fernando, aparente partidario de añadir una unidad administrativa de eslavos del sur a la estructura dual creada en el Compromiso Austrohúngaro de 1867. La falta de avances y el aumento de la tensión internacional produjo la radicalización de la postura serbocroata.

## Primera Guerra Mundial

Territorios croatas en Austria-Hungría (verde claro y amarillo). En amarillo, la Dalmacia austriaca, zona de agitación proyugoslava y región de Trumbić.

Tras el asesinato en Sarajevo del archiduque Francisco Fernando, Trumbic huyó a Italia, evitando ser detenido como otros distinguidos políticos croatas y cientos de sospechosos desafectos que fueron trasladados a un barco prisión en Split e internados en Maribor. Dalmacia había sido durante los años anteriores a la guerra la cuna de la agitación proyugoslava.
Trumbić se instaló en Florencia. Fue el principal impulsor del Comité Yugoslavo, que operaba desde Londres. Su objetivo era convencer al gobierno serbio de Nikola Pašic de que una unión entre los croatas, eslovenos y serbios (de los Balcanes occidentales) y el  Reino de Serbia  era la mejor opción para defender los intereses de los eslavos del sur. Estas conversaciones condujeron a la Declaración de Corfú, que se firmó en el verano de 1917. El príncipe heredero y regente serbio, Alejandro, hizo suyo el concepto de Yugoslavia. El Comité logró que las unidades formadas por desertores austrohúngaros de las provincias eslavas quedasen bajo su mando y fuesen reconocidas como tropas aliadas.

La derrota italiana de Caporetto, que suavizó temporalmente la hostilidad italiana a las aspiraciones yugoslavas

## Yugoslavia

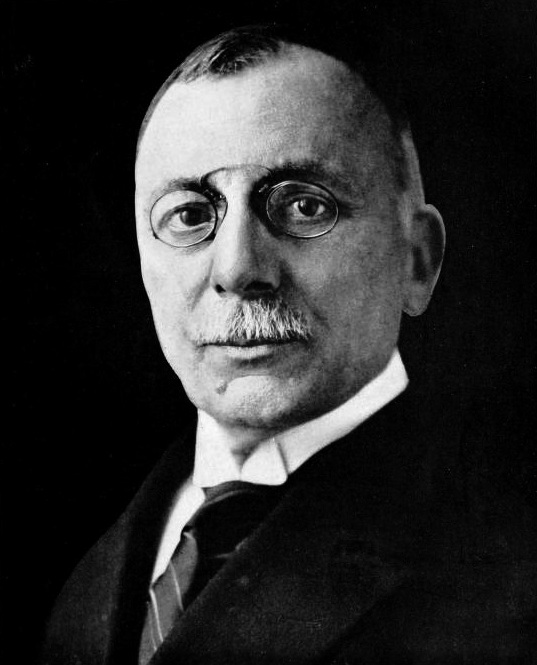

En 1918 fue nombrado ministro de Asuntos Exteriores en el primer Gobierno del Reino de los Serbios, Croatas y Eslovenos. En la conferencia de Versalles después de la Primera Guerra Mundial, representó la preocupación yugoslava por las ambiciones territoriales italianas en Dalmacia (que fueron aparcadas temporalmente en 1920 pero resurgieron al alcanzar el poder Benito Mussolini). Trumbić dimitió como ministro de relaciones exteriores en 1920, ante la postura serbia, mayoritaria en el gobierno, que mostraba poco interés por los asuntos que se referían a la nación croata. La política del reino debía teóricamente representar  todos los intereses de las minorías entre los pueblos eslavos del sur, pero no era así. Trumbic fue elegido para la Asamblea Constituyente y, en la votación final, votó en contra de la constitución. Fue elegido por última vez al parlamento en las elecciones de 1927 en la lista del Bloque Croata, junto con Ante Pavelić, futuro fundador del movimiento ultranacionalista Ustacha.
En enero de 1929, con la esperanza de poner fin a las disputas entre los representantes serbios del antiguo reino y los croatas, el rey Alejandro, dio un golpe de Estado, prohibió todos los partidos políticos y eliminó las nacionalidades del panorama político. Dio al país el nombre de Yugoslavia, y derogó la constitución para establecer una dictadura real. Trumbić se encontraba para entonces jubilado en Zagreb. La división Croacia-Eslavonia y Dalmacia en banovinas se oponía a todas las reformas que había defendido Trumbić. En 1932 editó una publicación, los Puntos de Zagreb,  que contenía una serie de demandas presentadas por la coalición Democrática Campesina para contrarrestar la hegemonía serbia. Durante el periodo dictatorial el régimen le mantuvo bajo vigilancia policial y un virtual arresto domiciliario en Zagreb.
Trumbić lamentó más tarde la separación de Austria-Hungría, ya que el estado eslavo que había no satisfizo sus ansias de reforma.